# Baie de Possiet
Pour les articles homonymes, voir Possiet.
La baie de Possiet (en russe : Залив Посьета, Zaliv Possieta) est une baie du golfe de Pierre-le-Grand (mer du Japon), située dans le kraï du Primorié, en Russie. 
La baie de Possiet s'étend sur 31 km du nord-est au sud-ouest et 33 km du nord-ouest au sud-est, entre la péninsule de Souslov à l'ouest et la péninsule de Gamov à l'est. La côte, qui dépend du raïon de Khassan, est extrêmement découpée. 
L'équipage de la corvette française Caprice, qui explora la baie en 1852, la nomma « d'Anville ». Deux ans plus tard, la côte fut cartographiée par l'expédition d'Efim Poutiatine, qui comprenait la goélette Vostok et la frégate Pallas. Poutiatine donna à la baie le nom d'un de ses adjoints, Konstantin Nikolaïevitch Possiet. En 1855, au plus fort de la guerre de Crimée, la baie de Possiet reçut la visite d'une escadre franco-britannique. Ses chefs nommèrent cette expédition « le raid de Napoléon », car le cuirassé français Le Napoléon y participait.
En juillet 1938, la construction par les Soviétiques d'un terrain d'aviation et d'installations pour la maintenance de sous-marins provoqua la colère des Japonais et déclencha un conflit frontalier connu sous le nom de bataille du lac Khassan (29 juillet - 11 août 1938).
Plusieurs localités se trouvent sur la baie :
- Zaroubino : 3 522 habitants au recensement de 2002
- Kraskino : 3 451 habitants
- Possiet : 2 927 habitants.